# Susana Camarero Benítez
Susana Camarero Benítez, née le 25 avril 1970, est une femme politique espagnole membre du Parti populaire (PP).

## Biographie

### Vie privée
Elle est mariée et mère d'un fils.

### Activités politiques
Elle est députée au Parlement valencien de 1995 à 2000, occupant le poste de première secrétaire du Parlement.
En 2000, elle est élue députée au Congrès des députés pour la circonscription de Valence. Elle est réélue en 2004, 2008 et 2011. Elle siège jusqu'en mars 2014, lorsqu'elle est nommée secrétaire d'État.
Le 20 décembre 2015, elle est élue sénatrice pour Valence au Sénat et réélue en 2016. Elle préside de la commission de l'Égalité.